# سیارک ۷۳۲۳
سیارک ۷۳۲۳ (به انگلیسی: 7323 Robersomma، نامگذاری:1979SD9) هفت هزار و سیصد و بیست و سومین سیارک کشف شده‌است که در ۲۲ سپتامبر ۱۹۷۹ کشف شد.
قدر مطلق سیارک برابر ۱۲٫۸۰ است.